# Joachim a Burck
Joachim von Burck, també Joachim a Burgk o Joachim Moller (Burg, 1546 - Mühlhausen, Turíngia, 24 de maig de 1610) fou un compositor alemany del Renaixement. Fou organista de Mühlhausen des de 1566, i les seves composicions de caràcter religiós el situen entre els compositors antics més notables de música per al culte protestant. Entre les seves obres hi ha : 
- Tedeum (1569);
- Officium ss. coenae (1580)
- Vom heiligen Ehestande (1583)
- 30 geistl. Lieder (1594);
- Psalmi graduum (1595);
- Harmoniae sacrae 5 v. Sacrae cantiones, Crepundia sacra (1596)
- Deutsche Liedlein, Geislitche Oden